# هورلستون پارک، نیو ساوت ولز
هورلستون پارک (به انگلیسی: Hurlstone Park) یک حومه شهر در استرالیا است که در نیو ساوت ولز واقع شده‌است.